# السلمي المرسي المغربي
محمد بن عبد الله بن محمد بن أبي الفضل أبو عبد الله المرسي السلمي شرف الدين، الأديب النحوي المفسر المحدث الفقيه، أخذ من النحو و الشعر بأوفر نصيب، ضرب فيه بالسهم المصيب، وخرج التخاريج، وتكلم على المفصل الزمخشري وأخذ عليه عدة مواضع، وهو صاحب التصانيف المشهورة في التفسير والنحو والأدب، كان نبيلا ضريرا يحل بعض مشكلات اقليدس، وحدث بكتاب السنن الكبرى للبيهقي عن منصور بن عبد المنعم الفراوي، وبكتاب غريب الحديث للخطابي، عرف عنه كثرة الاستماع وطلب العلم، وحدث بالكثير بالشام ومصر والحجاز والعراق صنف الضوابط النحوية في علم العربية0 والإملاء على المفصل، من أشهر مصنفاته تفسير القرآن سماه ري الظمآن في تفسير القرآن، وكتابا في أصول الفقه والدين، وكتابا في البديع والبلاغة.

## حياته
ولد السلمي المغربي بمرسية سنة 570هـ الموافق 1174م، رحل إلى المغرب لطلب العلم، فسمع الموطأ من الحافظ الحجري، وفي سنة 607هـ خرج من بلاد المغرب، ودخل مصر و العراق والحجاز مع قافلة الحجاج، وكله رغبة ورهبة في طلب العلم، دخل بغداد وأقام بها يسمع ويقرأ الفقه والخلاف والأصليين بالنظامية، وبعد مكوثه في بغداذ آخذ العلم من أعظم وأفقه علمائها، رحل إلى خرسان، فسمع كثيرا من كبار شيوخها، على رأسهم منصور التراوي وأبي روح وغيرهما، ووصل إلى مرو الشاهجان وسمع بنيسابور وهراة ومرو ولقي المشايخ، وعاد مرة أخرى إلى بغداد بعدما ناظر واستفاد ببلاد العجم، ولم يزل يقرأ ويدرس أينما حل وارتحل، ويقر له بعلمه وفضله في كل محل، سمع منه الحفاظ والأعيان من العلماء، وبالغوا في الثناء عليه، وآخر من روى عنه أيوب الكحال بالسماع، وأحمد بن علي الجزري بالإجازة.
ورحل إلى دمشق، فأقام بها ثم بحلب، ثم حج إلى بيت الله الحرام، فأكمل طريقه إلى المدينة المنورة، وأقام يدرس فيها العلم، وفي سنة 624هـ رحل إلى مصر فلزم العبادة والنسك والإنقطاع0

### شعره
- نسبت بعض الأشعار إلى السلمي قالها ارتجالا، فمن نظمه:

- ومن شعره أيضًا:

- ومن نظمه أيضًا:

- وقال أيضًا:

## شيوخه
أخذ السلمي المغربي العلم عن أشهر وأفقه علماء عصره، حيث كان كثير السماع والإفادة، من بين شيوخه:
- قرأ القرآن عن ابن غلبون.[6]
- أخذ النحو عن أبي الحسن بن يوسف بن شريك الداني.[6]
- قرأ النحو عن الطيب بن محمد بن الطيب النحوي والشلوبين.[6]
- أخذ النحو على يد تاج الدين الكندي؛ أخذ النحو عليه.[6]
- أخذ الأصول على يد إبراهيم بن دقماق، والعميدي.[6]
- قرأ الخلاف على يد معين الدين الجارجمي.
- سمع الحديث الكثير بواسط من ابن عبد السميع ومن ابن الماندائي مشيخته.
- سمع بهمدان من جماعة.
- سمع بنيسابور صحيح مسلم من المؤيد الطوسي.
- سمع أيضًا بنيسابور من منصور بن عبد المنعم الفراوي وأم المؤيد زينب بنت الشعري.
- سمع بهراة من ابن روح الهروي
- سمع بمكة من الشريف يونس بن يحي الهاشمي.
- فيما روى عنه، المحب الطبري، والشرف الفزاري، ومحمد بن يوسف بن المهتار.

### مصنفاته
العلامة السلمي أحد علماء عصره، أحسن التصريف في كل فن، له المباحث العجيبة والتصانيف الغريبة، وجمع الأقطار في رحلته، ويقر له بفضله وعلمه في كل محل وأينما ارتحل.
- من أشهر مصنفاته:
- كتاب الضوابط النحوية في علم العربيَة.
- كتاب الإملاء على المفصل.
- كتاب زي الظمآن في تفسير القرآن.
- كتاب مختصر صحيح مسلم.
- تفسير القرآن الصغير ثلاثة أجزاء.
- تعليق على الموطأ.
- تفسير القرآن الأوسط عشرة أجزاء.
- صنف كتاب في البديع والبلاغة.
- كتاب في أصول الفقه والدين.[6]
- وغيرها من التصانيف التي يستفاد منها.

### قيل فيه
- قال فيه ابن النجار:| السلمي المرسي المغربي | هو من الأئمة الفضلاء في فنون العلم والحديث والقراءات والفقه والخلاف والأصلين والنحو واللغة، وله قريحة حسنة ، وذهن ثاقب وتدقيق في المعاني ، ومصنفات في جميع ما ذكرنا، وله النظم والنثر الحسن ، وكان زاهدا متورعا ، حسن الطريقة، كثير العبادة ما رأيت في فني مثله. | السلمي المرسي المغربي |
- قيل فيه:| السلمي المرسي المغربي | ... وهو الشيخ الإمام العالم الزاهد ، فخر الزمان، علم العلماء، زين الرؤساء إمام النظار ، رئيس المتكلمين ، أحد علماء الزمان، المتصرف أحسن التصريف في كل فن. | السلمي المرسي المغربي |
- وقيل فيه أيضًا:| السلمي المرسي المغربي | فقيه متكلم أديب فاضل له شعر حسن. | السلمي المرسي المغربي |
- قال فيه الذهبي:| السلمي المرسي المغربي | ...وكان كثير الأسفار والنظر جماعة لفنون العلم وكان ثاقب الذهن0 له تصانيف كثيرة مع زهد وورع وفقر وتعفف. | السلمي المرسي المغربي |
- سئل عنه الحافظ الضياء فقال:| السلمي المرسي المغربي | فقيه مناظر نحوي من أهل السنة‍‌‍‍‍‍‍ 0 صحبنا وما رأينا منه إلا خيرا. | السلمي المرسي المغربي |

## الوفاة
كان العلامة السلمي المغربي دائم الترحال، وكان طلب العلم والإقراء هدفه ومصقده من كل رحلة، طاف بالأندلس والمغرب والشام ومصر وحج بيت الله الحرام، ووصل إلى ما وراءالنهرين حتى ولج بلاد خراسان،
وكانت له كتب في البلاد التي يتنقل فيها بحيث لا يستصحب كتبا في سفره اكتفاء بما له من الكتب في البلد الذي يسافر إليه.
توفي وهو متوجه من مصر إلى دمشق، بين الزعقة والعريش في نصف ربيع الأول سنة |655هـ   ، دفن رحمه الله في موضع قبل الزعقة.